# 麻木未穂
麻木未穂（あさぎ みほ、12月29日 - ）は日本の小説家。京都府京都市出身。『黄金の魔女が棲む森』が第1回上半期トクマ・ノベルズEdge新人賞にて最優秀新人作品に選ばれ、デビュー。主にトクマ・ノベルズEdgeで活動し、詳細な調査に基づく歴史ファンタジーを得意とする。

## 作品リスト

### ライトノベル
徳間書店トクマ・ノベルズEdge
- 黄金の魔女が棲む森（2006年8月初版）
- 麗しき巡礼の姫—黄金の魔女が棲む森 (2006年11月初版）
- 黄金の魔女が棲む森 美しき邪なる公子（2007年1月初版）
- 黄金の魔女が棲む森 聖なる漆黒の獣（2007年3月初版）
- 黄金の魔女が棲む森 悪しきダイモンの帝冠（2007年6月初版）
- 黄金の魔女が棲む森 エーラーンの猛き炎（2007年8月初版）
- 黄金の魔女が棲む森 悪魔の子を孕みし魔女（上）（2007年11月初版）
- 黄金の魔女が棲む森 悪魔の子を孕みし魔女（下）（2007年12月初版）
- 黄金の魔女が棲む森 悪しき天使のさずけし時間（上）（2008年3月初版）
- 黄金の魔女が棲む森 悪しき天使のさずけし時間（下）（2008年4月初版）
- 黄金の魔女が棲む森 コンスタンティノポリスの黒き魔女（上）（2008年7月初版）
- 黄金の魔女が棲む森 コンスタンティノポリスの黒き魔女（下）（2008年8月初版）
- 八王国記 一 月夜姫（2009年2月初版）
- 八王国記 二 倭国憂乱（2009年4月初版）
- 八王国記 三 武蔵平定（2009年6月初版）
- 八王国記 四 孤村落日（2009年12月初版）
- 八王国記 五 鬼神光臨（2010年6月初版）

幻冬舎コミックス幻狼ファンタジアノベルス
- 虚空塔の覇者(2010年10月初版)

三笠書房f-Clan文庫
- ケガレの乙女（2011年10月初版）

### ライト文芸
KADOKAWA富士見L文庫
- 調幻の氷翠師（2014年6月初版）

朝日新聞出版朝日エアロ文庫
- 神の花嫁 呪草師アリシティの恋する旅 上（2014年11月初版）
- 神の花嫁 呪草師アリシティの恋する旅 下（2014年11月初版）
- 私とわたしと三人の王子さま（2015年2月初版）

### ティーンズラブ小説
フランス書院ティアラ文庫
- 光の王女と炎の王子 恋は淫らな契約から(2010年6月初版)
- 竜のいない王国(2010年9月初版)
- 夜の神話(2011年4月初版)
- シンデレラのとまどい 億万長者が恋したメイド（2012年6月初版）
- 激愛ハレム―スルタンと身代わり皇女（2013年3月初版）
- 後宮秘譚 皇帝の蜜愛、皇兄の密愛（2013年9月初版）
- 転生ブラコン令嬢ですが、塩対応のツンデレお兄様に溺愛されていたようです（2024年12月初版）

コスミック出版マリーローズ文庫
- 純白の乙女と神獣シスラ（2012年2月初版）
- 伯爵令嬢の淫らな戯れ（2012年10月初版）

インフォレストジュリエット文庫
- 皇帝は華に溺れる〜後宮恋物語〜（2012年11月初版）

リブレ出版乙蜜ミルキィ文庫
- 愛蜜の誘惑をあなたに 伯爵家のプライベートレッスン（2013年11月初版）

三交社ガブリエラ文庫
- 逢ひ見ての 〜落花の褥〜（2014年7月初版）

メディアファクトリーフルール文庫ルージュライン
- 恋するフレグランス〜調香師の甘い条件〜（2014年10月初版）

アスキー・メディアワークスジュエルブックス
- 皇帝陛下の花嫁として純愛培養されたのです。（2015年4月初版）

アスキー・メディアワークスジュエル文庫
- 転生したら皇帝陛下に猫かわいがりされる模様です。 （2016年3月初版）